# Old Carthusians F.C.
Old Carthusians Football Club – angielski klub złożony z absolwentów szkoły Charterhouse w Godalming, w hrabstwie Surrey. Założony został w 1875 roku. Pięć lat później zdobył Puchar Anglii. Oryginalne stroje zespołu to niebiesko-czerwone koszule i granatowe spodenki.
W sezonie 2013/2014 drużyna występuje w lidze arturiańskiej.

## Piłkarze, którzy wystąpili w reprezentacji Anglii
W XIX wieku dziewięciu piłkarzy Old Carthusians wystąpiło w reprezentacji Anglii. Byli to:
- Andrew Amos (2 występy)
- William Cobbold (3 występy)
- Walter Gilliat (1 występ)
- Edward Hagarty Parry (3 występy)
- Gilbert Oswald Smith (6 występów)
- Maurice Stanbrough (1 występ)
- Arthur Melmoth Walters (9 występów)
- Percy Melmoth Walters (13 występów)
- Charles Wreford-Brown (3 występy)

## Sukcesy
- Puchar Anglii - 1881
- Puchar Anglii drużyn amatorskich - 1894, 1897
- Liga Arturiańska - mistrz - 1979, 1982, 1988, 2006, 2008, 2009